# Luis Alberto Fernández
Luis Alberto Fernández Alara (* 26. Oktober 1946 in Lomas de Zamora, Provinz Buenos Aires, Argentinien) ist ein argentinischer Geistlicher und emeritierter römisch-katholischer Bischof von Rafaela.

## Leben
Luis Alberto Fernández empfing am 29. Juni 1975 durch Papst Paul VI. das Sakrament der Priesterweihe.
Am 24. Januar 2009 ernannte ihn Papst Benedikt XVI. zum Titularbischof von Carpi und bestellte ihn zum Weihbischof in Buenos Aires. Der Erzbischof von Buenos Aires, Jorge Mario Kardinal Bergoglio SJ, spendete ihm am 27. März desselben Jahres die Bischofsweihe; Mitkonsekratoren waren der Bischof von Lomas de Zamora, Jorge Rubén Lugones SJ, und der Erzbischof von Mercedes-Luján, Agustín Roberto Radrizzani SDB, sowie der Erzbischof von Santa Fe de la Vera Cruz, José María Arancedo.
Am 10. September 2013 ernannte Papst Franziskus seinen früheren Weihbischof zum Bischof von Rafaela. Die Amtseinführung fand am 22. November desselben Jahres statt.
Am 11. November 2022 nahm Papst Franziskus sein aus Altersgründen vorgebrachtes Rücktrittsgesuch an.